# Postpoziție
În gramatică, postpoziția este un cuvânt gramatical (numit și funcțional) propriu unor limbi, care este plasat după un cuvânt parte de vorbire nominală (substantiv, pronume), pentru a forma cu acesta un complement pe care îl leagă de verbul său regent. Corespunde în alte limbi prepoziției.
S-a observat că preferința pentru postpoziții este specifică unui anumit tip sintactic de limbă, cel SOV, în care complementul direct precedă verbul predicativ din structura  predicatului, iar tendința de a folosi prepoziții este caracteristică pentru limbile SVO, adică cele cu topica dominantă subiect – verb predicativ – complement direct. Limbi în care predomină postpozițiile se găsesc, de exemplu, în familia limbilor fino-ugrice și în cea a limbilor turcice. În schimb, majoritatea limbilor indo-europene preferă prepozițiile.

## În limbi în care predomină postpozițiile
O limbă care nu are prepoziții, ci numai postpoziții, este limba turcă. Exemplu: Kızlar denize doğru koșuyordu „Fetele alergau către mare”.
În limba japoneză, de asemenea, cuvintele care corespund prepozițiilor sunt în mod caracteristic postpoziții: Tookyoo kara „de la/din Tokio”, Kyooto made „la/spre Kioto”.
În limba maghiară, complementele se pot exprima aproape exclusiv fie numai cu ajutorul unor sufixe specifice, fie numai cu ajutorul unor postpoziții, fie concomitent cu ajutorul ambelor morfeme, o anumită postpoziție cerând un anumit sufix. Exemple:
- complement numai cu postpoziție: Három nap múlva jövök haza „Vin acasă peste trei zile”[6];
- complement cu sufix și postpoziție: Imrén kívül senki sem volt pontos „În afară de Imre nimeni nu a fost punctual”[7].

Unele postpoziții pot primi așa-numite sufixe personale, care corespund, printre altele, adjectivelor posesive din română. Astfel se formează complementele indirecte și circumstanțiale care corespund celor exprimate în română prin pronume personale cu prepoziții. Bunăoară, în fraza János nélkül nem megyünk, ő se megy nélkülünk „Fără János nu mergem, nici el nu merge fără noi”, nélkül, postpoziția corespunzătoare prepoziției „fără”, apare a doua oară cu sufixul -ünk, cuvântul însemnând „fără noi”.
Există limbi în care predomină postpozițiile, dar sunt și prepoziții. Așa este, de pildă, limba finlandeză. Exemplu: Ne odottaa kirkon edessä „Ei/Ele așteaptă în fața bisericii”. Și în această limbă sunt complemente exprimate prin postpoziții cu sufixe personale: He seisoivat edelleen edessäni „Ei/Ele tot mai stăteau în fața mea”.

## În limbi în care predomină prepozițiile
Deși majoritatea limbilor indo-europene tind să folosească prepoziții, există totuși printre ele limbi în care sunt și câteva postpoziții. Astfel sunt, de pildă:
- limba latină clasică[1]:

- postpoziție cu accent propriu, detașată de partea de vorbire nominală: mortis causa „din cauza morții”;
- postpoziție fără accent propriu, atașată părții de vorbire nominale: nobiscum „cu noi”;

- limba engleză: ten years ago „acum zece ani”, ten years hence „peste zece ani”, ten miles away „la zece mile”[5].